# Paradasyhelea
Paradasyhelea is een geslacht van stekende muggen uit de familie van de knutten (Ceratopogonidae).

## Soorten
- P. olympiae Wirth and Blanton, 1969